# Zelená alternativa
Zelená alternativa (GROZA) (rusky Зелёная Альтернатива, v minulosti také Meziregionální zelená strana) je ruská politická strana prosazující zelenou a ekosocialistickou politiku. Je členem Evropské strany zelených a Global Greens. Byla založena v roce 1991 jako regionální uskupení působící v oblasti Leningradu. V roce 2005 se přetvořila v politické hnutí GROZA.